# Марфицин, Василий Викторович
Васи́лий Ви́кторович Марфи́цин (1916—1943) — Герой Советского Союза, гвардии лейтенант, командир роты противотанковых ружей.

## Биография
Родился 1 августа 1916 года в селе Нижний Шкафт Городищенского уезда Пензенской губернии (ныне — в Никольском районе Пензенской области) в семье крестьянина. Член ВКП(б) с 1940 года. Окончил 7-летнюю школу. Работал в колхозе. В РККА с 1942 года. Окончил Тамбовское кавалерийское училище в 1943 году.
В действующей армии с февраля 1943 года. Командир роты ПТР 19-го гвардейского воздушно-десантного полка (10-я гвардейская воздушно-десантная дивизия, 37-я армия, Степной фронт) гвардии лейтенант Марфицин в боях 4—5.10.43 подбил с бойцами 2 танка и САУ противника, помогая подразделениям овладеть шоссейной дорогой. 6.10.1943 года его рота скрытно подошла к селу Анновка (Верхнеднепровский район Днепропетровской области) и в рукопашном бою уничтожила свыше взвода гитлеровцев. Погиб в этом бою. Звание Героя Советского Союза присвоено 20.12.1943 года посмертно. Похоронен в селе Днепровокаменка Верхнеднепровского района.

## Награды
- Медаль «Золотая Звезда».
- Орден Ленина.
- Орден Красной Звезды.

## Память
- В городе Никольске установлен бюст Героя.
- В родном селе — обелиск и мемориальная доска.
- Его имя носит улица в селе.